# (612) Veronika
(612) Veronika ist ein Asteroid des Asteroiden-Hauptgürtels, der am 8. Oktober 1906 von August Kopff entdeckt wurde.
Veronika bewegt sich in einem Abstand von 2,3 (Perihel) bis 4,0 (Aphel) astronomischen Einheiten um die Sonne. Die Bahn ist 20,8° gegen die Ekliptik geneigt, die Bahnexzentrizität beträgt 0,27.
Die Namensherkunft dieses Asteroiden ist unbekannt. Laut Lutz D. Schmadel könnte die Namensgebung von der provisorischen Bezeichnung 1906 VN inspiriert sein. Er ist nicht zu verwechseln mit dem Asteroiden (46610) Bésixdouze, der mit der hexadezimalen Nummer B612hex nach dem Asteroiden aus der Erzählung Der kleine Prinz benannt wurde.